# Drets del col·lectiu LGBT a Uganda

Aquest és un article sobre els drets LGBT a Uganda. Les persones lesbianes, gais, bisexuals i transsexuals a Uganda han d'afrontar reptes legals que no experimenten els residents no LGBT. Els activistes van estimar el 2007 que la comunitat ugandesa LGBT estava formada per 500.000 persones.
L'activitat homosexual masculina i femenina és il·legal. Segons el Codi Penal, "el coneixement carnal contra l'ordre natural" entre dos homes comporta una pena potencial de cadena perpètua. La "Llei antihomosexual d'Uganda" es va aprovar el 17 de desembre de 2013 amb un càstig de cadena perpètua per a "homosexualitat agreujada". La llei va posar Uganda en un focus i va causar indignació internacional, ja que molts governs es van negar a proporcionar ajuda a Uganda. L'agost de 2014, el Tribunal Constitucional d'Uganda va anul·lar la llei. No obstant això, les persones LGBT segueixen enfrontant-se a una gran discriminació a Uganda, animada activament per líders polítics i religiosos. Els atacs violents i brutals contra les persones LGBT són comuns, sovint realitzats pels funcionaris estatals.

## Legalitat de l'activitat homosexual

### Estatuts
Les lleis que prohibien els actes homosexuals es van establir per primera vegada sota el domini colonial britànic del segle xix. (Vegeu Màrtirs d'Uganda). Aquestes lleis van ser consagrades a la Llei del Codi Penal de 1950 i retingudes després de la independència. Les següents seccions d'aquesta llei són rellevants:
| « | Secció 145. Delictes antinaturals. Qualsevol persona que- (a) tingui coneixement carnal de qualsevol persona contra l'ordre de la natura; [o] (b) tingui coneixement carnal d'un animal; o (c) permeti que una persona masculina tingui coneixement carnal d'ell o ella contra l'ordre de la natura, comet un delicte i és responsable de l'empresonament per tota la seva vida. Secció 146. Intent de cometre infraccions antinaturals. Qualsevol persona que intenti cometre algun dels delictes especificats a la secció 145 comet un delicte greu i pot ser empresonat durant set anys. Secció 148. Pràctiques indecents. Qualsevol persona que, tant en públic com en privat, cometi qualsevol acte d'indecència bruta amb una altra persona o procuri que una altra persona cometi un acte d'indecència bruta amb ell o intenti procurar la comissió d'aquest acte per qualsevol persona amb ell mateix o amb una altra persona, ja sigui en públic o privat, cometeu un delicte i és sancionat per set anys. | » |

Abans de la Llei 2000 de modificació del Codi penal (referències de gènere), només es penalitzaven els actes homosexuals entre homes. L'any 2000, es va aprovar aquesta llei i es van canviar les referències a "qualsevol home" a "qualsevol persona", de manera que els actes greument indecents entre dones també van ser criminalitzades i ara són castigats amb fins a 7 anys de presó.

#### Llei contra l'homosexualitat
El 13 d'octubre de 2009, el diputat David Bahati va introduir la Llei antihomosexual d'Uganda en 2009, que ampliava la criminalització de les relacions entre homes i dones a Uganda i introduïa la pena de mort per als infractors en sèrie, persones VIH-positives que realitzaven activitats sexuals amb persones del mateix sexe i persones que realitzaven actes homosexuals amb menors de 18 anys. Els individus o empreses que promoguin els drets LGBT seran multats o empresonats, o totes dues coses. Les persones "amb autoritat" haurien de denunciar qualsevol delicte en virtut de la Llei en un termini de 24 hores o enfrontar-se fins a tres anys de presó.
El novembre de 2012, la presidenta del Parlament, Rebecca Kadaga, es va comprometre a aprovar una llei revisada contra l'homosexualitat al desembre de 2012. "Els ugandesos volen aquesta llei com a regal de Nadal. Ho han demanat [,] i els donarem com a regal". El Parlament, tanmateix, ho va ajornar el desembre de 2012 sense aprovar el projecte de llei. El projecte de llei aprovat el 17 de desembre de 2013 establia un càstig de cadena perpètua en comptes de la pena de mort per "homosexualitat agreujada", i la nova llei es va promulgar el febrer de 2014.
El juny de 2014, en resposta a l'aprovació d'aquesta llei, el Departament d'Estat nord-americà va anunciar diverses sancions, entre d'altres, retallades al finançament, bloquejant a certs funcionaris ugandesos d'entrar al país, cancel·lant els exercicis d'aviació a Uganda i el suport a les ONG ugandeses pro LGBT.
L'agost de 2014, el Tribunal Constitucional d'Uganda va anul·lar aquesta llei per un aspecte tècnic perquè no hi havia suficients legisladors per votar.

### Disposicions constitucionals
L'article 21 de la Constitució d'Uganda, "Igualtat i llibertat de discriminació", garanteix la protecció contra la legislació discriminatòria per a tots els ciutadans. Podria ser que, com que el dret penal existent es refereix a la sodomia (sexe oral i anal), i s'aplica a tots els sexes, que no violaria l'article 21, a diferència de la "Llei contra l'homosexualitat".
El 22 de desembre de 2008, un tribunal superior d'Uganda va dictaminar que els articles 23, 24 i 27 de la Constitució d'Uganda s'apliquen a totes les persones, independentment de la seva orientació sexual o identitat o expressió de gènere. L'article 23 estableix que "Ningú no es veurà privat de llibertat personal". L'article 24 estableix que "Cap persona serà sotmesa a cap forma de tortura, tracte o càstig cruel, inhumà o degradant". L'article 27 estableix que "Cap persona serà sotmesa a: (a) recerca il·legal de la persona, casa o altra propietat d'aquesta persona, o (b) entrada il·legal per part d'altres a les instal·lacions d'aquesta persona o propietat. Ningú sotmetrà a interferències amb la privadesa de la llar d'aquesta persona, la correspondència, la comunicació o d'una altra propietat."
El novembre de 2016, el Tribunal Constitucional d'Uganda va dictaminar que una disposició de la "Llei de la Comissió d'Igualtat d'Oportunitats" era inconstitucional. Aquesta disposició prohibia efectivament a la comissió investigar "qualsevol assumpte que impliqui conductes que es considerin immorals i socialment nocives, o inacceptables per la majoria de les comunitats culturals i socials d'Uganda". El tribunal va dictaminar que la secció infringeix el dret a una audiència imparcial i als drets de les minories, tal com està garantit a la Constitució. A més, el tribunal va dictaminar que el Parlament d'Uganda no podia crear una classe d'"inadaptats socials que es denominen immorals, nocius i inacceptables" i no podia legislar la discriminació d'aquestes persones. Seguint la decisió, Maria Burnett, directora associada de Human Rights Watch per a l'Àfrica Oriental, va dir: "A causa del seu treball, tots els ugandesos haurien de poder presentar casos de discriminació, contra els seus empresaris que els van acomiadar o van assetjar, o els propietaris que els expulsaven de casa seva i, finalment, rebre una audiència justa davant la comissió."

## Reconeixement de les relacions entre homes i dones
El 29 de setembre de 2005, el president Yoweri Museveni va signar una esmena constitucional que prohibia el matrimoni entre persones del mateix sexe. Segons la clàusula 2a de la secció 31, "El matrimoni entre persones del mateix sexe està prohibit."

## Condicions de vida
El 2004, el Consell de Radiodifusió d'Uganda va imposar a Radio Simba una multa de més de $ 1,000 i va obligar a emetre una disculpa pública després d'acollir homosexuals en un programa de conversa en directe. El president del Consell Godfrey Mutabazi va dir que el programa "és contrari a la moral pública i no compleix amb la llei existent". El ministre d'informació Nsaba Buturo va dir que la mesura reflectia el desig dels ugandesos de defensar els "valors morals de Déu" i que "no els donarem l'oportunitat de reclutar altres."
L'any 2005, Human Rights Watch va informar sobre l'abstinència d'Uganda fins als programes de matrimoni. "Per definició, ... [ells] discriminen sobre la base de l'orientació sexual: per a joves que són lesbianes, gais, bisexuals o transsexuals ... i no es poden casar legalment a Uganda ..., aquests missatges impliquen, equivocadament, que no hi ha manera segura de tenir relacions sexuals. Neguen a aquestes persones informació que podria salvar-los la vida. També transmeten un missatge sobre la injustícia intrínseca de la conducta homosexual que reforça l'estigma social existent i els prejudicis per a un efecte potencialment devastador."
El juny de 2012, el govern ugandès va anunciar la prohibició de 38 organitzacions no governamentals (ONG) a les que acusava de "promoure l'homosexualitat" i "minar la cultura nacional". Simon Lokodo, el ministre d'Ètica i Integritat del país, va afirmar que les ONG "rebien suport de l'estranger per als homosexuals d'Uganda" i "reclutaven" nens petits per a l'homosexualitat". També va dir que "estan fomentant l'homosexualitat com si fos la millor forma de comportament sexual." Aquest mateix mes, Lokodo va ordenar a la policia ugandesa que destrossés un taller de drets LGBT a Kampala. Més tard, el govern ugandès, en aparent rebuig a Lokodo, va anunciar que ja no intentarà trencar reunions de grups de drets LGTB.
L'informe de drets humans de 2011 del Departament d'Estat dels Estats Units va trobar que:
| « | Les persones LGBT s'enfronten a discriminacions i restriccions legals. És il·legal participar en actes homosexuals ... Si bé no hi ha persones condemnades per la llei [el 2011], el govern va arrestar persones per delictes relacionats. Per exemple, al juliol, la policia va arrestar un individu per "intentar" participar en activitats homosexuals. El 15 de juliol de [2011], un tribunal d'Entebbe el va acusar de "pràctiques indecents" i el va alliberar sota fiança. L'audiència del cas estava pendent al final de l'any. Les persones LGBT estaven subjectes a assetjament social, discriminació, intimidació i amenaces al seu benestar [en 2011] i se'ls va denegar l'accés als serveis de salut. Les pràctiques discriminatòries també van impedir que les ONG locals LBGT es registressin a la Junta d'ONGs i obtinguessin l'estatut oficial d'ONG ... El 26 de gener de [2011], l'activista LGBT David Kato, que havia demandat amb èxit al tabloide local amb que es va discutir anteriorment per la publicació de la seva foto de 2010 sota el títol "Pengeu-los", va ser assassinat a la seva casa als afores de Kampala. El 2 de febrer la policia va arrestar Sidney Enock Nsubuga per l'assassinat de Kato. El 9 de novembre, Nsubuga es va declarar culpable i va ser condemnat a 30 anys de presó. El Tribunal Constitucional va emetre els arguments orals el passat 3 d'octubre de 2011 sobre una petició presentada per un activista local de drets humans i LGBT desafiant la constitucionalitat de la secció 15 (6) (d) de la Llei de la Comissió d'Igualtat d'Oportunitats. La secció 15 (6) (d) impedeix a la Comissió d'Igualtat d'Oportunitats investigar "qualsevol qüestió que impliqui conductes que es considerin (i) immorals i socialment nocives, o (ii) inacceptables per la majoria de les comunitats culturals i socials d'Uganda. El peticionari va argumentar que aquesta clàusula és discriminatòria i viola els drets constitucionals de les poblacions minoritàries. La decisió estava pendent al final de l'any. | » |

### Sortides als diaris
L'agost de 2006, un periòdic ugandès, The Red Pepper, va publicar una llista dels noms i professions (o àrees de treball) de 45 presumptament homosexuals.
L'octubre de 2010 el tabloide en paper Rolling Stone va publicar els noms, les adreces, les fotografies i els perfils socials preferits de 100 ugandesos presumptament gais i lesbianes, acompanyats d'una crida la seva execució. David Kato, Kasha Jacqueline Nabagesera, i Pepe Julian Onziema, tots els membres de la Coalició de la Societat Civil sobre Drets Humans i Dret Constitucional, van presentar una demanda contra el diari. Un jutge de la Cort Suprema va publicar el gener de 2011 un precepte permanent que impedia a Rolling Stone i al seu editor gerent Giles Muhame de "qualsevol altra publicació sobre les identitats de les persones i llars dels sol·licitants i dels homosexuals en general". El tribunal els va indemnitzar amb més de 1,5 milions de xílings ugandesos més els costos judicials per a cadascun dels demandants. El jutge va dictaminar que la sortida i la incitació a la violència, que amenaçava els drets i llibertats fonamentals dels subjectes, van atacar el seu dret a la dignitat humana i van violar el seu dret constitucional a la privadesa. Kato va ser assassinat el 2011, poc després de guanyar el plet.

## Activisme dels drets LGBT

Mapa d'Uganda amb la bandera LGBT

Malgrat les lleis penals i les actituds predominants, el Govern no ha prohibit expressament als residents d'Uganda d'intentar canviar les polítiques públiques i les actituds respecte a les persones LGBT.
El clima d'Uganda és d'extrema homofòbia; molts líders polítics han utilitzat una retòrica obertament homòfoba, i han dit que l'homosexualitat és "semblant a la bestialitat", "va ser portada a Uganda pels blancs" i "no és africana". Simon Lokodo, ministre d'Ètica i Integritat, és conegut pels activistes ugandesos LGBT com "l'homòfob principal del país". Ha suggerit que la violació és més moralment acceptable que el sexe consensual entre persones del mateix sexe, ha acompanyat atacs policials violents a esdeveniments LGBT i suprimeix activament la llibertat d'expressió i de reunió de persones LGBT.
La principal organització pro drets LGBT d'Uganda és Sexual Minorities Uganda, fundada el 2004 per Victor Mukasa i autoritzada a realitzar les seves activitats sense molèsties governamentals. Frank Mugisha és el director executiu i guanyador del Premi Robert F. Kennedy de Drets Humans i el Premi Rafto pel seu treball en nom dels drets LGBT a Uganda.
A finals de 2014, ugandeses LGBT van publicar el primer lliurament de Bombastic Magazine i van llançar la plataforma en línia Kuchu Times. Això ha estat anomenat "Reclamant la campanya dels mitjans de comunicació" per la destacada activista Kasha Jacqueline Nabagesera. Va ser guardonada amb el Premi Martin Ennals per Defensors dels Drets Humans el 2011.
L'antic primer ministre Amama Mbabazi és el primer candidat presidencial ugandès a oposar-se obertament a l'homofòbia. Es va presentar a les eleccions presidencials de 2016 i va quedar tercer.
L'agost de 2016, un esdeveniment LGBT va ser brutalment interromput per agents de policia que van atacar i colpejar violentament la gent present a l'esdeveniment, detenint-ne uns 16. L'agost de 2017, els organitzadors de Pride Uganda van haver de cancel·lar l'esdeveniment després de rebre amenaces d'arrest per part de la policia i del Govern.
Al novembre de 2017, alguns policies de la zona de la Policia Metropolitana de Kampala van rebre ordres de la prefectura de la policia per assistir a un Taller d'organització sobre els drets LGBT. Un portaveu de la policia va dir: "El que s'adreça a la formació és ensenyar als nostres oficials de camp a apreciar que les minories tenen drets que cal respectar".

## Opinió pública
Segons el Pew Global Attitudes Project de 2007, el 96 per cent dels residents d'Uganda creien que l'homosexualitat és una forma de vida que la societat no hauria d'acceptar, que era la cinquena taxa més alta de no acceptació als 45 països enquestats. Una enquesta duta a terme el 2010, tanmateix, va revelar que l'11% dels ugandesos consideraven que la conducta homosexual era moralment acceptable. Entre altres membres de la Comunitat de l'Àfrica Oriental, només l'1% a Tanzània, el 4% a Rwanda i l'1% a Kenya tenien la mateixa visió. (Burundi no va ser enquestat.)
En 2013 l'estudi d'opinió del Pew Research Center mostrava que el 96% dels ugandesos consideraven que l'homosexualitat no hauria de ser acceptada per la societat, mentre que un 4% creu que hauria de ser-ho. Les persones d'edat més acceptaven que les persones més joves: el 3% de les persones entre 18 i 29 creien que havia d'acceptar-se, un 2% de persones entre 30 i 49 i un 7% de persones majors de 50 anys.
Al maig de 2015, PlanetRomeo, una xarxa social LGBT, va publicar el seu primer Índex de Felicitat Gai (GHI). Es va preguntar als homes homosexuals de més de 120 països sobre com se sentien sobre la visió de la societat sobre l'homosexualitat, com experimentaven la forma en què eren tractats per altres persones i el grau de satisfacció que tenien amb la seva vida. Uganda es va classificar amb una puntuació de GHI de 20.
Segons una enquesta elaborada per l'ILGA, les actituds cap a les persones LGBT havien canviat significativament per al 2017: el 49% dels ugandesos acceptaven que les persones gais, lesbianes i bisexuals podrien gaudir dels mateixos drets que les persones heterosexuals, mentre que el 41% no n'estava d'acord. Addicionalment, el 56% està d'acord que han d'estar protegits contra la discriminació laboral. El 54% dels ugandesos, tanmateix, van dir que les persones que mantenen relacions homosexuals han de ser acusades de delinqüents, mentre que el 34% no estava d'acord. Pel que fa a les persones transsexuals, el 60% està d'acord que haurien de tenir els mateixos drets, el 62% creu que haurien d'estar protegits contra la discriminació laboral i el 53% creu que se'ls hauria de permetre canviar el seu gènere legal.
A més, d'acord amb aquesta mateixa enquesta, un terç dels ugandesos intentarien "canviar" l'orientació sexual d'un veí si descobrissin que era gai.

## Taula resum
| Activitat sexual legal amb el mateix sexe                     | (pena: fins a cadena perpètua)            |
| Mateixa edat de consentiment                                  | No                                        |
| Lleis antidiscriminació a la feina                            | No                                        |
| Lleis antidiscriminació en la prestació de béns i serveis     | No                                        |
| Matrimoni del mateix sexe                                     | (prohibit constitucionalment des de 2005) |
| Lleis antidiscriminació en el discurs de l'odi i la violència | No                                        |
| Reconeixement de les parelles del mateix sexe                 | No                                        |
| Adopció de fillastres per parelles del mateix sexe            | No                                        |
| Adopció conjunta per parelles del mateix sexe                 | No                                        |
| Prestació de servei militar per gais i lesbianes              | No                                        |
| Dret legal a canviar de gènere                                | No                                        |
| Accés a la fecundació in vitro per lesbianes                  | No                                        |
| Subrogació comercial per a parelles d'homes homosexuals       | No                                        |
| Permís per donar sang als MSMs                                | No                                        |